# Sojuz TMA-16
Sojuz TMA-16 je ruská kosmická loď řady Sojuz k Mezinárodní vesmírné stanici (ISS), kam dopravila dva členy Expedice 21 a na nějakou dobu posledního „vesmírného turistu“.

## Posádka
- Maxim Surajev (1), velitel, CPK
- Jeffrey Williams (3), palubní inženýr, NASA

### Pouze start
- Guy Laliberté (1), účastník kosmického letu, soukromník

V závorkách je uveden dosavadní počet letů do vesmíru včetně této mise.

### Záložní posádka
- Alexandr Skvorcov ml., velitel, CPK
- Shannon Walkerová, palubní inženýr 1, NASA
- Barbara Barrettová, účastník kosmického letu, soukromník

## Průběh letu

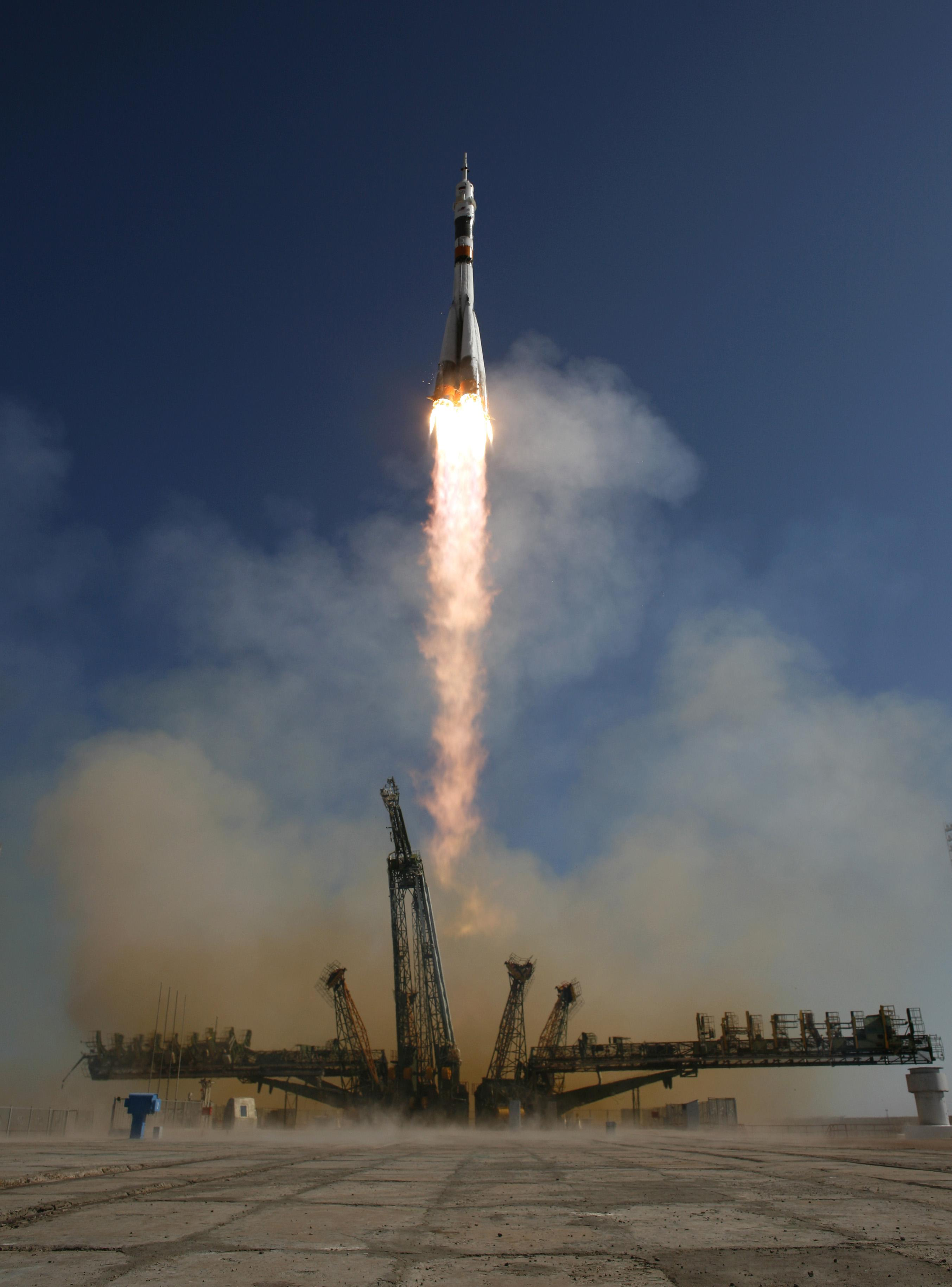
Start Sojuzu TMA-16.

Sojuz TMA-16 hladce odstartoval jako 103. let Sojuzu z kosmodromu Bajkonur 30. září 2009 v 9:14:42 SELČ. Spojení s Mezinárodní vesmírnou stanicí (ISS) po standardním dvoudenním letu proběhlo 2. října 2009 v 10:35 SELČ, poprvé tak byly (do 11. října, kdy Sojuz TMA-14 přistál na Zemi) k ISS připojeny tři Sojuzy.
V lodi na ISS přiletěli dva členové základní posádky – Maxim Surajev a Jeffrey Williams – a „vesmírný turista“ Guy Laliberté. Laliberté se po necelých 11 dnech v Sojuzu TMA-14 vrátil na Zem, Surajev a Williams zůstali na ISS a zařadili se do Expedice 21, resp. od 1. prosince 2009 Expedice 22.
Sojuz TMA-16 byl připojen k modulu Zvezda. 21. ledna 2010 v 5:03 a.m. EST za pilotáže Surajeva byl "přeparkován" k modulu Poisk (5:24 a.m. EST).
Sojuz TMA-16 se s posádkou Surajev, Williams ve čtvrtek 18.03.2010 v 9:03 SEČ odpoutal od ISS a následně přistál v Kazachstánu (18.03.2010 ve 12:24 SEČ).

## Vesmírná turistika
Tímto letem byla prozatím ukončena vesmírná turistika. Vzhledem k plánovanému ukončení letů amerických raketoplánů Space Shuttle které mají definitivně odslouženo a přítomnosti 6 členů posádky na ISS bude nadále celá kapacita letů Sojuzů alokována pro dopravu členů posádky expedičních letů. USA rozjížděly projekt Orion který měl raketoplány nahradit, ale tento projekt prezident Obama v roce 2010 zrušil a doprava amerických astronautů nyní může být realizována jedině ruskými Sojuzy. Ruská strana již stanovila cenu letenky na 50 miliónů USD na člověka. Alternativa k Sojuzu momentálně neexistuje a ještě několik let existovat nebude. USA se tak z kosmické velmoci náhle staly v oblasti dopravy svých astronautů na ISS zcela závislými na Rusku. Navíc budou muset vyřešit i zásobování, které rovněž realizovaly svými raketoplány.